# فانيسا براون
فانيسا براون (بالإنجليزية: Vanessa Brown)‏ هي مذيعة ومقدمة تلفزيونية وصحفية وممثلة أمريكية ونمساوية، ولدت في 24 مارس 1928 بفيينا في النمسا، وتوفيت في 21 مايو 1999 في الولايات المتحدة بسبب سرطان الثدي. بدأت مشوارها المهني سنة 1944.

## أعمال

### أفلام
- (1947) أم ترتدي السراويل الضيقة
- (1949) الوريثة
- (1952) السيء والجميلة

### مسلسلات
- دالاس

## وصلات خارجية
- فانيسا براون على موقع IMDb (الإنجليزية)
- فانيسا براون على موقع ألو سيني (الفرنسية)
- فانيسا براون على موقع أول موفي (الإنجليزية)
- فانيسا براون على موقع قاعدة بيانات برودواي على الإنترنت (الإنجليزية)
- فانيسا براون على موقع قاعدة بيانات برودواي على الإنترنت (الإنجليزية)
- فانيسا براون على موقع قاعدة بيانات الأفلام السويدية (السويدية)
- فانيسا براون على موقع إن إن دي بي (الإنجليزية)
- فانيسا براون على موقع قاعدة بيانات الفيلم (الإنجليزية)
- فانيسا براون على موقع كينوبويسك (الروسية)